# Haslach (Dornbirn)

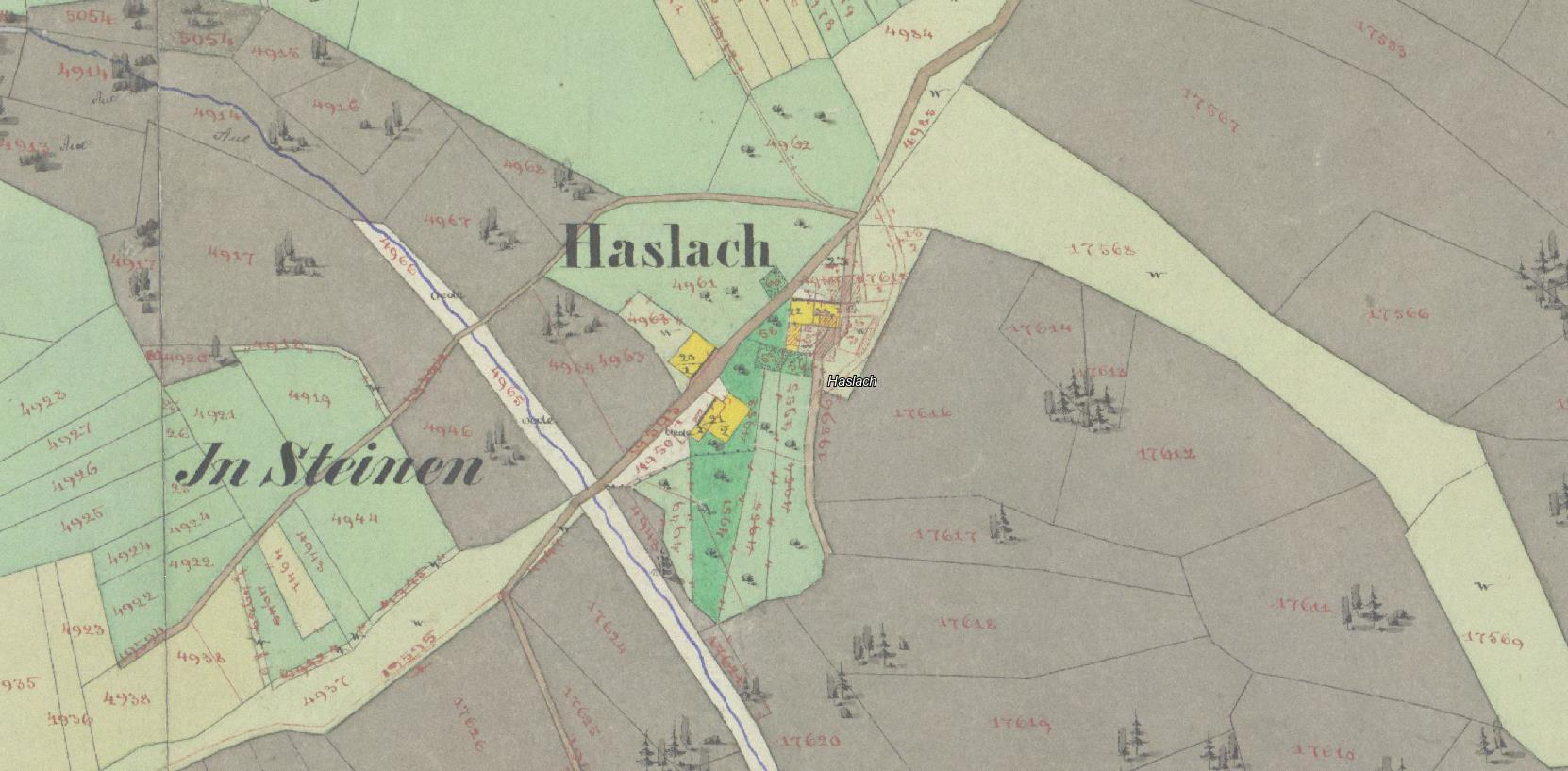
Katasterplan von Haslach aus dem Jahr 1857

Haslach ist eine Rotte im äußersten südlichen Gemeindegebiet der österreichischen Stadt Dornbirn, Bundesland Vorarlberg. Haslach gehört zum ältesten Dornbirner Siedlungsgebiet.

## Namensherkunft
Haslach ist eine Flur- und Ortsbezeichnung, die sich in Vorarlberg neben Dornbirn z. B. auch in Lochau, Hohenweiler, Feldkirch – Meiningen und in Sulzberg findet. Der Name „Hasl“ bezieht sich auf die Haselstaude. Ach auf Ache (Fließgewässer).

## Geografie
Haslach liegt als Teil des Bezirks Hatlerdorf im Süden des Dornbirner Siedlungsgebiets auf etwa 443 m ü. A. und ist vom Stadtzentrum von Dornbirn etwa 2,5 km Luftlinie entfernt.

## Religion

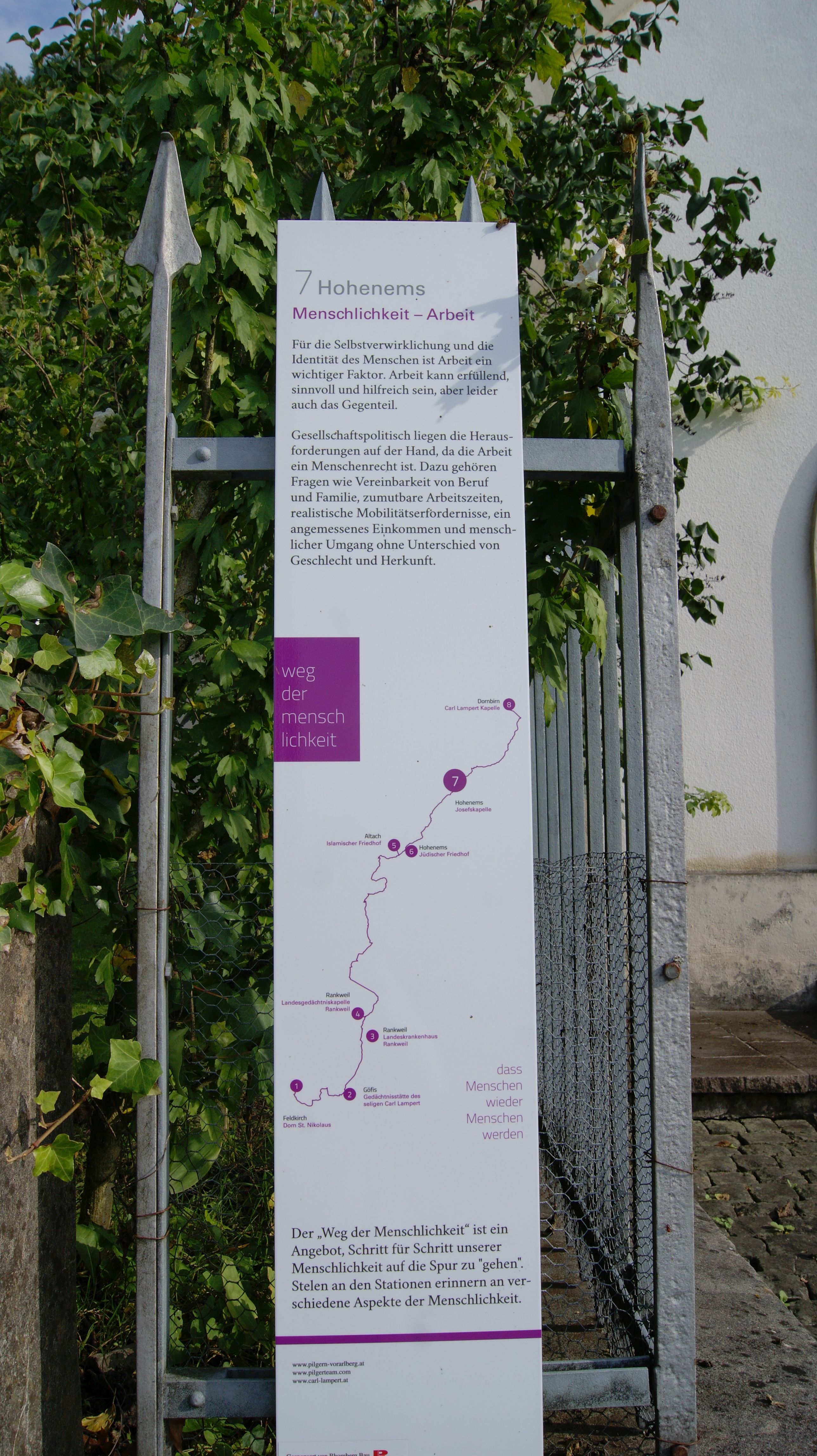
Hinweisschild zum Weg der Menschlichkeit bei der Kapelle Unterklien.

Von Feldkirch herunter über Hohenems Oberklien – Unterklien – Wallenmahd – Haslach – Mühlebach führt ein 35 km langer Pilgerweg (Weg der Menschlichkeit) nach Dornbirn zur Stadtpfarrkirche St. Martin.

## Wirtschaft
Die Parzelle Haslach bestand im 19. Jahrhundert aus vier Wohnhäuser, einem Badhaus, einer Säge und später auch einer Bierhalle. Ein altes Foto zeigt noch das alte Bad, das 1874 durch ein neues ersetzt wurde, mit dem angebauten Albrich-Haus. Das Albrich-Haus ist 1896 abgebrannt. Lange Zeit war eine Familie Diem als Betreiber des Bad bekannt und die Nachkommen werden heute noch "Badwirts" genannt.

### Verkehr
Über Haslach führte seit Alters her die alte Landstraße von Hohenems nach Haselstauden (über Mühlebach, Achmühle, Oberdorf, Steinebach und Kehlen – Römerstraße), Diese Verbindung war teilweise steinschlaggefährdet (siehe Breitenberg).

### Bergwerk
In der frühen Neuzeit wurde in Haslach Bergbau betrieben. Am 4. Januar 1537 hat Hans Geiger aus dem Niederdorf ein Grundstück in der Parzelle „Schmelzhütte“ erworben. Im Urbar des Grafen Kaspar von Hohenems (1605) wird ein „Schmelzhittle“ (Schmelzhütte) erwähnt. Hinweise darauf, dass in Dornbirn, da es keine weiteren Erzabbaustellen gab, das Eisen aus Haslach verarbeitet wurde. Aus Gründen der Rentabilität wurde der Abbau um 1610 eingestellt, nochmals während der bayrischen Herrschaft (1805 bis 1814) kurz wieder aufgenommen.
Es sind noch zwei Stollen erhalten. Es handelte sich um die Eisenerze (Roteisenerz und Toneisenerz), welche hier im Bereich der fossilreichen Eozän-Schuppenzone von Mühlebach – Haslach – Emsreute abgebaut wurde. Der größte der Stollen, der Maxstollen, findet sich in der Nähe des ehemaligen Badhauses (Flurname: „Erzgruab“). Der zweite Stollen ist etwa 15 Gehminuten entfernt.
In diesem Bereich des ehemaligen Erzabbaus finden sich Großforaminiferen, wie z. B. Nummuliten und Dicocyclinen, aber auch Muschelschalen sind häufig.

### Badebetrieb und Heilquelle
Seit „uralten Zeiten“ soll das Wasser dieser Quellen zu Heilzwecken verwendet worden sein. Ab dem 15. Jahrhundert habe ein Badebetrieb bestanden.
Bei der Heilquelle handelt es sich um akratische, minderwertige eisenhaltige Schwefelquellen, ähnlich denen in Bad Kehlegg in Dornbirn. Im Vorarlberger Landesarchiv findet sich aus dem 18. Jahrhundert eine Beschreibung der Kraft und Wirkung des Haslachbades als Trinkkur und Badekur.
An das ehemalige Bad Haslach erinnert heute noch die zum Haslach führende „Badgasse“.

### Gastwirtschaft

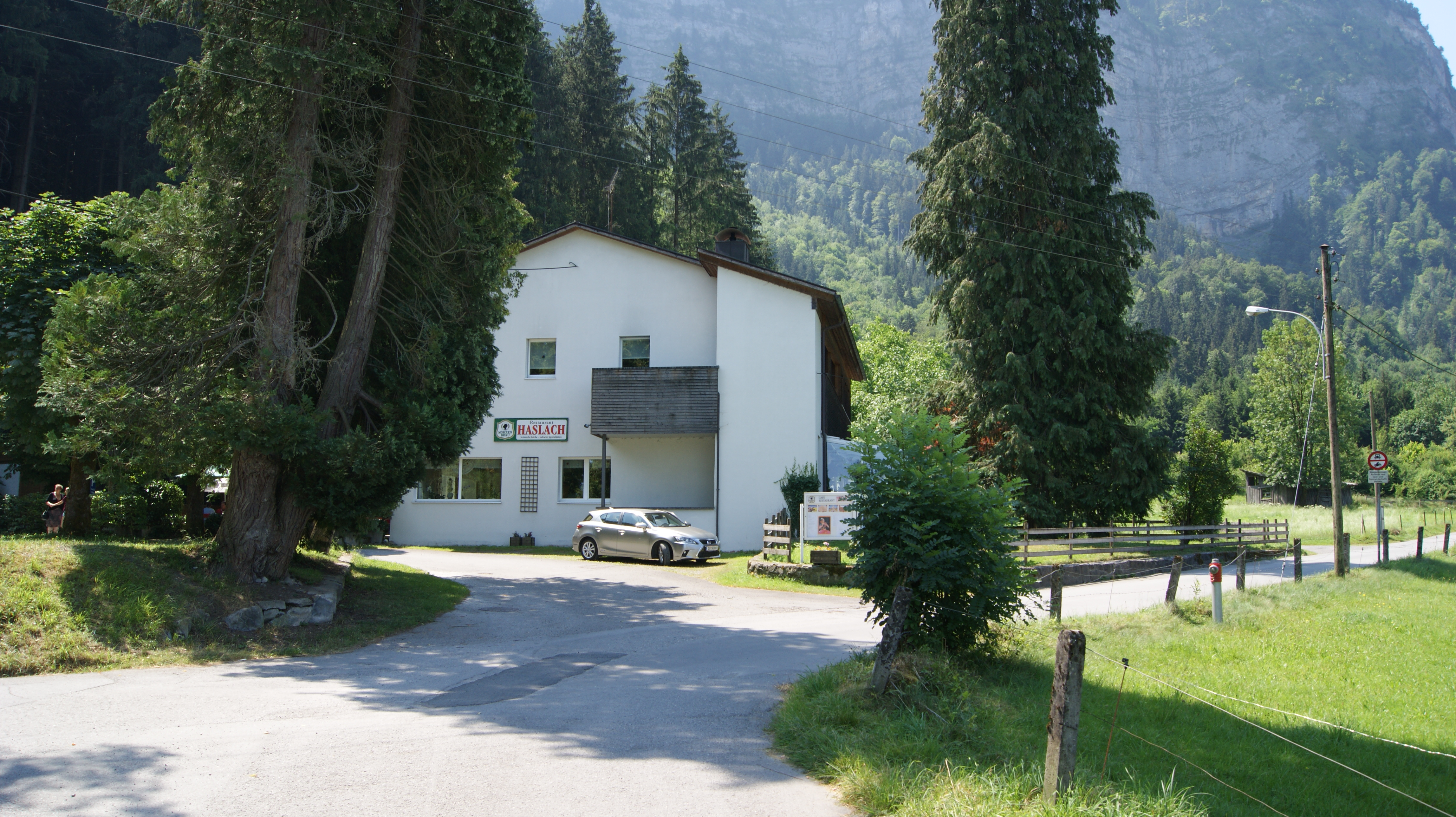
Gasthaus Haslach 2018

Heute ist das indische Restaurant Haslach mit dem Gandhi-Garten der letzte relevante Betrieb in diesem Teil von Dornbirn.

## Naturschutz
Die im Gemeindegebiet von Dornbirn liegende Nordwestflanke des Breitenbergs ist zusammen mit der vorgelagerten Parzelle Haslach als Geschützter Landschaftsteil Breitenberg-Haslach ausgewiesen.

## Gewässer
Bei Haslach fließt südwestlich der Fallbach und nordöstlich der Schlipfbach vorbei. Die ehemalige Heilquelle entspringt einem östlich befindlichen Schuttkegel.